# Muerte y vida
Muerte y Vida es el séptimo álbum de estudio de la banda asturiana Avalanch.

## El disco
Muerte y Vida fue grabado en los estudios Bunker Studios, propiedad del guitarrista y líder del grupo, Alberto Rionda. La portada fue, una vez más, diseñada por Luis Royo, como muestra del retorno a la raíces que significó este disco, volviendo, sobre todo, al sonido conseguido en El ángel caído. A la salida del disco, el grupo distribuyó gratuitamente desde su página oficial 3 temas como adelanto del disco.

## Lista de canciones
| Muerte y Vida |                               |                |          |  |
| N.º           | Título                        | Escritor(es)   | Duración |  |
| 1.            | «Ángel de la Muerte»          | Alberto Rionda | 06:36    |  |
| 2.            | «Muerto en Vida»              | Alberto Rionda | 05:23    |  |
| 3.            | «Pies de Barro»               | Alberto Rionda | 05:31    |  |
| 4.            | «Hoy te he Vuelto a Recordar» | Alberto Rionda | 05:27    |  |
| 5.            | «Aprendiendo a Perder»        | Alberto Rionda | 05:50    |  |
| 6.            | «Otra Vida»                   | Alberto Rionda | 05:52    |  |
| 7.            | «Caminar sobre el Agua»       | Alberto Rionda | 06:01    |  |
| 8.            | «Quién Soy»                   | Alberto Rionda | 04:44    |  |
| 9.            | «Sombra y Ceniza»             | Alberto Rionda | 05:31    |  |
| 10.           | «La Prisión de Marfil»        | Alberto Rionda | 04:39    |  |
| 11.           | «Bajo las Flores»             | Alberto Rionda | 06:24    |  |
| 01:01:58      |                               |                |          |  |

## Temas de las canciones[4]
- Ángel de la Muerte: Está inspirada en un sobreviviente de los Atentados del 11 de marzo de 2004, en la historia la muerte visita a una persona, pero no se lo lleva a él, si no a todas las personas a su alrederdor. La canción trata sobre el amor y el miedo a morir.

- Muerto en Vida: Trata sobre la gente que vive sin darse cuenta de ello.

- Pies de Barro: Trata sobre las experiencias vividas.

- Hoy Te He Vuelto a Recordar: Inspirada en el amor que se pierde dramáticamente y que aún después de pasado del tiempo, su ausencia se siente reciente.

- Aprendiendo a Perder: Escrita para todas las personas que enfrentan una enfermedad degenerativa.

- Otra Vida: Trata sobre el amor verdadero, y la sensación de que una sola vida no alcanza para amar.

- Caminar Sobre el Agua: Una canción autobiográfica de la banda, sobre cómo superar los momentos difíciles y las críticas sin bases.

- Quién Soy: La canción es sobre esos días en donde se está a punto de rendirse y surgen muchas dudas.

- Sombra y Ceniza: Trata sobre ver las buenas cosas en los malos tiempos.

- La Prisión de Marfil: Es una crítica a la forma en que se vive en el "Primer Mundo". Cabe mencionar también que esta canción es considerada como el tema más pesado de Avalanch, muy similar al género death metal y de las pocas en las que el vocalista Ramón Lage utiliza la voz gutural.

- Bajo las Flores: Dedicada a los músicos asturianos Igor Medio y Carlos Redondo, fallecidos en un trágico accidente de tráfico. Trata sobre que a las personas se les debería rendir tributo en vida.

## Músicos[5]
- Alberto Rionda - guitarras, composición, grabación y producción
- Ramón Lage - voz y coros
- Dany León - guitarras
- Fran Fidalgo - bajo
- Roberto Junquera - teclados
- Marco Álvarez - batería